# Sé (Bragança)
Sé (IPA: [sɛ]) is een plaats (freguesia) in de Portugese gemeente Bragança en telt 16 594 inwoners (2001).